# 牧村ジュン
牧村 ジュン（まきむら じゅん、1月22日 - ）は、日本の漫画家。埼玉県入間郡出身。
1974年、なかよし・少女フレンド新人まんが賞（第8回）に「かえだまスターは男の子」が入選、同作品でデビューした。

## 単行本リスト
- エリュクスの白い花（講談社、なかよしKC、1976年）
- アップルパイ・ストーリー（講談社、なかよしKC、1978年）、2004年に講談社文庫として再版
- はだしの王女マリエッタ（講談社、なかよしKC、1978年）、2004年に講談社文庫として再版
- 銀河のプリンセス（講談社、『なかよし』1978年8月号 - 9月号、なかよしKC、1979年2月5日初版発行）
  - 読切「わがいとしのクィーンララ」「テラ…わが故郷」収録
- 大江戸ラプソディ（講談社、『なかよし』1979年3月号 - 4月号、なかよしKC、1980年1月14日初版発行）
  - 読切「リヒナ哀歌」「雨あがりの季節」収録
- 末は博士か花よめか（講談社、なかよしKC、1980年、全2巻）
- KUNG･FUレディー（講談社、なかよしKC、1982年）
- 蝶のように（原作：佐和みずえ、講談社、なかよしKC、1983 - 1984年、全2巻）
- アタッカーYOU!（原案：小泉志津男、講談社、なかよしKC、1984 - 1985年、全3巻）、2006年に朝日ソノラマから再版
- 蝶の舞う日（原作：佐和みずえ、講談社、なかよしKC、1986年、全3巻）
- 白い鳩のように－シスター・テクラ・メルロの生涯－（女子パウロ教会、1994年）
- 情熱は罪（原作：ペニー・ジョーダン、ハーレクインコミックス、2001年）
- 偽りの結婚指輪（原作：キム・ローレンス、ハーレクインコミックス、2003年）
- 愛の勝利（原作：サリー・ウェントワース、ハーレクインコミックス、2003年）
- 誘惑の天使（原作：ジョアン・ロス、ハーレクインコミックス、2004年、全2巻）
- 聖母の住む島（原作：ナタリー・フォックス、ハーレクインコミックス、2006年）
- 心に架ける橋（原作：マリオン・レノックス、ハーレクインコミックス、2007年）
- すみれ色の妖精（原作：ジャクリーン・バード、ハーレクインコミックス、2009年）
- 復讐とは気づかずに（原作：ジャクリーン・バード、ハーレクインコミックス、2010年）
- 一本の赤いばら（原作：キャロル・モーティマー、ハーレクインコミックス、2010年）
- 愛されぬ秘書（原作：キャサリン・ロス、ハーレクインコミックス、2011年）